# Dark Horse Tour
Il Dark Horse Tour, anche noto come George Harrison & Ravi Shankar's 1974 North American Tour, fu una tournée svoltasi nel novembre e dicembre 1974, costituita da 30 date dove furono eseguiti 45 concerti negli Stati Uniti e in Canada, dal musicista britannico George Harrison insieme al musicista indiano Ravi Shankar. Il tour servì da promozione per gli album Dark Horse dell'ex-Beatle, e Shankar Family & Friends di Ravi Shankar con la sua orchestra (quest'ultimo pubblicato dalla Dark Horse Records, etichetta discografica di proprietà dello stesso Harrison). La pubblicazione dell'album Dark Horse subì dei ritardi dovuti ai molteplici impegni che George si era sobbarcato all'epoca e ai suoi problemi di voce, ed avvenne solo in prossimità della fine del tour.
Il tour venne "massacrato" dalla critica musicale, e si rivelò uno dei più fallimentari della storia del rock. A Harrison furono rimproverati (oltre all'incerta voce) il troppo spazio dato alla sezione indiana e il rimaneggiamento di canzoni dei Beatles (in particolare la lennoniana In My Life mutò da «In my life I love you more» a «In my life I love God more»). Harrison rimase molto scottato da questo insuccesso, tanto da non organizzare più alcun tour fino a quello giapponese del 1991.

## Storia

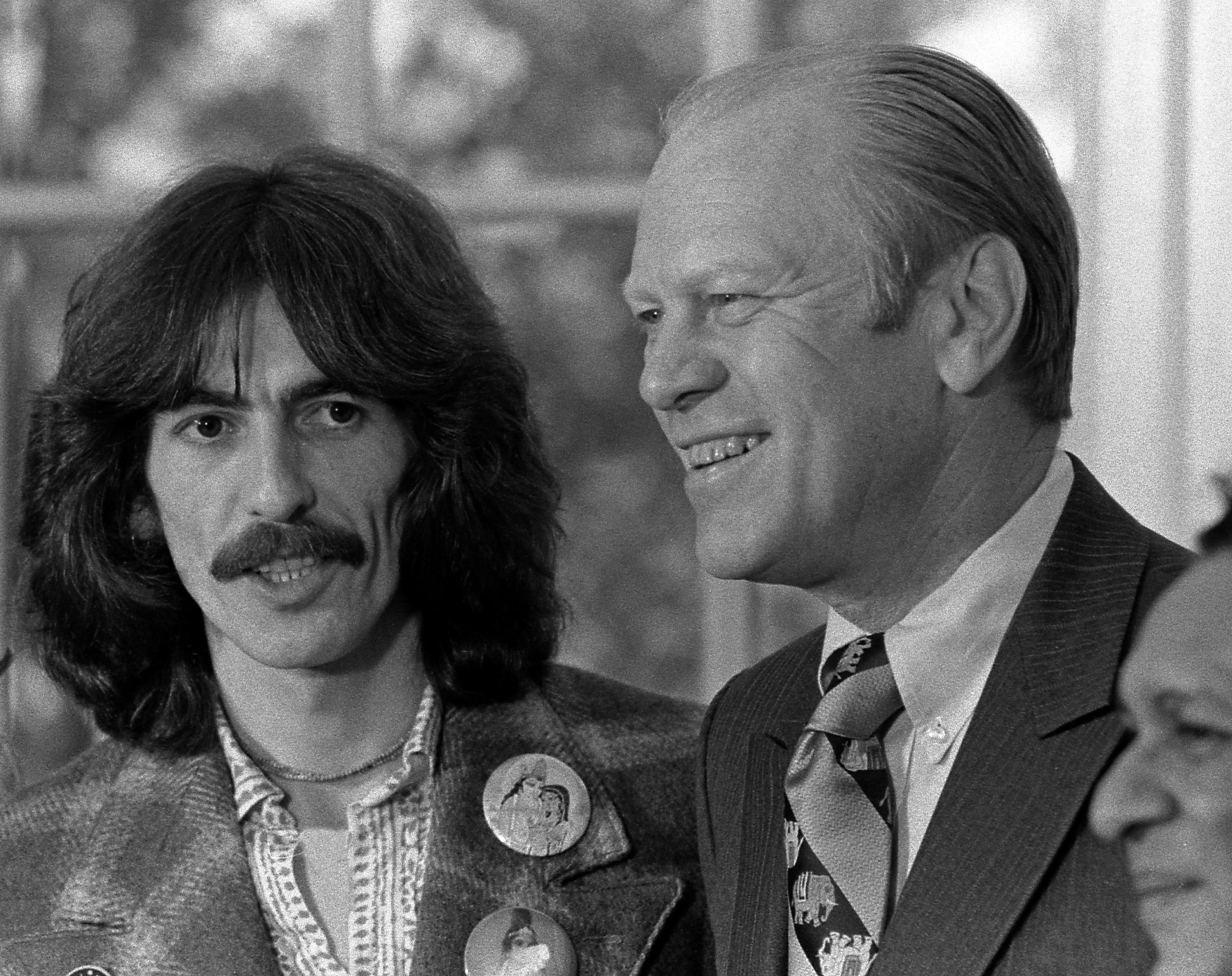
George Harrison e Ravi Shankar con il Presidente degli Stati Uniti Gerald Ford nel dicembre 1974.

Il tour del 1974 fu la prima tournée di un ex membro dei Beatles negli Stati Uniti sin dal 1966. Generando molta attesa tra appassionati e critici, segnò le prime esibizioni dal vivo di Harrison sin dal The Concert for Bangladesh del 1971, dove avevano suonato anche Shankar e Preston. Harrison non avrebbe voluto rivisitare il suo passato nei Beatles, tuttavia, acconsentì a presentare qualche brano scelto dal repertorio dei Fab Four, anche se con degli arrangiamenti stravolti e testi leggermente modificati, inoltre, nella conferenza stampa pre-tour tenutasi a Los Angeles dichiarò: «Il tour non sarà assolutamente un "Bangladesh Mark II", se è questo che la gente sta pensando». Nel corso della stessa conferenza stampa, in risposta a una domanda circa le voci di una "reunion" dei Beatles, George dichiarò che la sua "vecchia band non era poi così buona", in confronto ai musicisti con i quali aveva lavorato in seguito, e scartò categoricamente la possibilità che egli potesse far parte in futuro di un gruppo che avesse tra i propri membri Paul McCartney. Secondo l'autore Peter Doggett, questa affermazione creò "lo stesso sconcerto" di quando John Lennon nel 1970 cantò «I don't believe in Beatles» ("Non credo nei Beatles") nella sua canzone God.
Nella scaletta del tour, Harrison incluse quattro canzoni dei Beatles, tre di sua composizione, Something, While My Guitar Gently Weeps e For You Blue; e poi In My Life di Lennon-McCartney. Oltre a Tom Scott e Billy Preston, i musicisti della band di Harrison che parteciparono al tour furono Willie Weeks, Andy Newmark, Robben Ford, Emil Richards, Jim Horn e Chuck Findley. I musicisti dell'orchestra indiana di Shankar inclusero Alla Rakha, Shivkumar Sharma, Lakshmi Shankar, Hariprasad Chaurasia, L. Subramaniam e Sultan Khan. Durante le esibizioni, i due gruppi di musicisti suonavano separatamente alternandosi sul palco.
Le varie tappe del tour, diventarono ben presto un'occasione mondana non indifferente, grazie alla presenza tra il pubblico di celebrità del mondo della musica, ospiti famosi, o ex-collaboratori di Harrison. Il 12 novembre, Bob Dylan, con il quale George aveva lavorato in occasione di All Things Must Pass, assistette sia allo show pomeridiano sia a quello serale della tappa di Los Angeles. John Lennon presenziò al concerto del Nassau Coliseum a Long Island. David Bowie andò nel backstage a Memphis. Paul McCartney, che cercò, senza successo, di assistere in incognito al concerto del 19 dicembre truccato con una parrucca afro e un pizzetto finti, era nel pubblico al Madison Square Garden di New York.

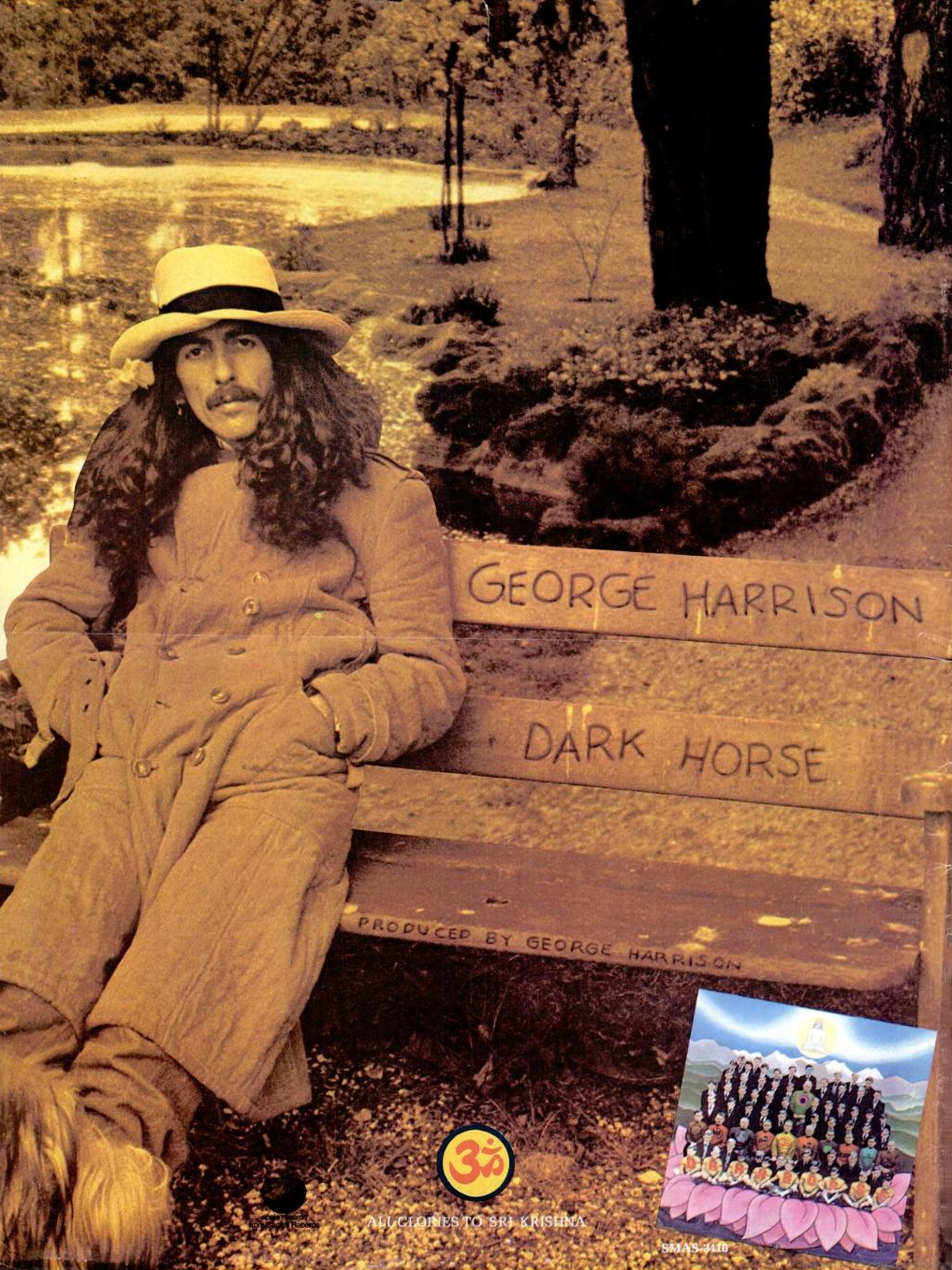
Pubblicità per la promozione dell'album Dark Horse

Con il susseguirsi delle varie date, la pressione su Harrison si fece sempre maggiore e la sua già malandata voce peggiorò ancora. Nel 2013, Tom Scott ricordò: «Lo show era lungo, e spesso facevamo due concerti al giorno. Erano giornate molto lunghe. Poi andavamo in aeroporto, salivamo su un aereo privato e via verso la prossima città. Non facevamo mai pausa. Praticamente la gente dormiva, provava, mangiava, suonava e viaggiava di continuo». Rolling Stone arrivò a suggerire che, per mantenere questi ritmi, Harrison alla fine dovette "sniffare montagne di cocaina", cosa che contribuì a peggiorare lo stato della sua voce. Ma uno degli errori maggiori che commise Harrison, secondo molti commentatori, fu lo scordare che al pubblico "piace ascoltare le vecchie canzoni famose già note". Sfortunatamente, le canzoni che egli scelse di suonare tratte dal repertorio dei Beatles, furono solo quattro, e inoltre stravolte con arrangiamenti differenti e testi modificati. For You Blue, originariamente inclusa nell'album Let It Be del 1970, venne reinterpretata in chiave jazzata. I testi di Something e While My Guitar Gently Weeps furono alterati ironicamente. Quest'ultima, piuttosto irriverentemente, cambiò in "tries to smile" ("cerca di sorridere") invece che "gently weeps" ("piange dolcemente"). Infine Harrison omaggiò l'amico John Lennon, suo vecchio mentore, includendo in scaletta In My Life tratta da Rubber Soul del 1965, ma ne cambiò un'altra volta le liriche, cantando: "in my life, I love God more" invece di "I love you more".

## Accoglienza
Il responso della critica variò significativamente nel corso della tournée. Alcune recensioni furono molto negative: Harrison fu aspramente criticato per non aver rispettato la nostalgia del pubblico nei confronti dei Beatles, per aver dato eccessivo spazio alla musica classica indiana nei concerti, per le sue esternazioni spirituali sul palco, e specialmente per la qualità scadente delle sue performance canore, dovuta a una forte forma di laringite della quale soffriva da alcuni mesi. Altre recensioni furono invece favorevoli, ammirando l'umiltà mostrata da Harrison nel dividere le luci dei riflettori con l'orchestra indiana di Ravi Shankar, e lodando l'ottima musica suonata, da alcuni ritenuta precorritrice della world music degli anni ottanta.
Sebbene Mikal Gilmore della rivista Rolling Stone scrisse nel 2002 che il tour era stato "quasi universalmente massacrato dalla stampa", Il biografo di Harrison Simon Leng, avendo fatto ricerche in merito per il suo libro While My Guitar Gently Weeps, concluse che "la maggior parte delle recensioni furono favorevoli, in alcuni casi addirittura entusiaste... ". L'autore Robert Rodriguez riassunse l'accoglienza critica al tour Harrison-Shankar come segue: "Le riviste di settore meno conosciute recensirono positivamente il tour, mentre le testate più importanti, come Rolling Stone, tendevano a dipingere la tournée come un "disastro assoluto" (cosa che George non perdonò mai loro)."
A parte le opinioni dei critici musicali, Harrison si rese conto che gli show non piacevano granché al pubblico poiché in alcune date c'erano molti posti vuoti e raramente le arene dove si esibivano facevano il tutto esaurito.

## Date
Il tour fece le seguenti date:
| Data                    | Città                    | Nazione     | Arena                            |
| ----------------------- | ------------------------ | ----------- | -------------------------------- |
| 2 novembre 1974         | Vancouver                | Canada      | Pacific Coliseum                 |
| 4 novembre 1974         | Seattle                  | Stati Uniti | Seattle Center Coliseum          |
| 6 novembre 1974         | San Francisco            | Stati Uniti | Cow Palace                       |
| 7 novembre 1974         | San Francisco            | Stati Uniti | Cow Palace                       |
| 8 novembre 1974 2 show  | Oakland, California      | Stati Uniti | Oakland Coliseum                 |
| 10 novembre 1974        | Long Beach, California   | Stati Uniti | Long Beach Arena                 |
| 11 novembre 1974        | Los Angeles              | Stati Uniti | The Forum                        |
| 12 novembre 1974 2 show | Los Angeles              | Stati Uniti | The Forum                        |
| 14 novembre 1974        | Tucson, Arizona          | Stati Uniti | Tucson Community Center          |
| 16 novembre 1974        | Salt Lake City           | Stati Uniti | Salt Palace                      |
| 18 novembre 1974 2 show | Denver                   | Stati Uniti | Denver Coliseum                  |
| 20 novembre 1974        | Saint Louis              | Stati Uniti | The Arena                        |
| 21 novembre 1974        | Tulsa, Oklahoma          | Stati Uniti | Tulsa Assembly Center            |
| 22 novembre 1974 2 show | Fort Worth, Texas        | Stati Uniti | Tarrant County Convention Center |
| 24 novembre 1974        | Houston                  | Stati Uniti | Hofheinz Pavilion                |
| 26 novembre 1974        | Baton Rouge, Louisiana   | Stati Uniti | LSU Assembly Center              |
| 27 novembre 1974        | Memphis, Tennessee       | Stati Uniti | Mid-South Coliseum               |
| 28 novembre 1974 2 show | Atlanta                  | Stati Uniti | The Omni                         |
| 30 novembre 1974 2 show | Chicago                  | Stati Uniti | Chicago Stadium                  |
| 4 dicembre 1974 2 show  | Detroit                  | Stati Uniti | Olympia Stadium                  |
| 6 dicembre 1974 2 show  | Toronto                  | Canada      | Maple Leaf Gardens               |
| 8 dicembre 1974 2 show  | Montréal, Québec         | Canada      | Montreal Forum                   |
| 10 dicembre 1974 2 show | Boston                   | Stati Uniti | Boston Garden                    |
| 11 dicembre 1974        | Providence, Rhode Island | Stati Uniti | Providence Civic Center          |
| 13 dicembre 1974 2 show | Landover, Maryland       | Stati Uniti | Capital Centre                   |
| 15 dicembre 1974 2 show | Uniondale, Long Island   | Stati Uniti | Nassau Coliseum                  |
| 16 dicembre 1974        | Filadelfia               | Stati Uniti | The Spectrum                     |
| 17 dicembre 1974 2 show | Filadelfia               | Stati Uniti | The Spectrum                     |
| 19 dicembre 1974        | New York                 | Stati Uniti | Madison Square Garden            |
| 20 dicembre 1974 2 show | New York                 | Stati Uniti | Madison Square Garden            |

## Repertorio
La scaletta dei concerti fu presa dalle seguenti canzoni (il nome di ciascun esecutore principale è indicato tra parentesi):
- Hari's on Tour (Express) (George Harrison)
- The Lord Loves the One (That Loves the Lord) (Harrison)
- Who Can See It (Harrison)
- Something (Harrison)
- While My Guitar Gently Weeps (Harrison)
- Will It Go Round in Circles (Billy Preston)
- Sue Me, Sue You Blues (Harrison)
- Zoom, Zoom, Zoom (Ravi Shankar)
- Naderdani (Shankar)
- Cheparte (Shankar)
- For You Blue (Harrison)
- Give Me Love (Give Me Peace on Earth) (Harrison)
- Sound Stage of Mind (ensemble jam)
- In My Life (Harrison)
- Tom Cat (Tom Scott)
- Māya Love (Harrison)
- Outa-Space (Preston)
- Dark Horse (Harrison)
- Nothing From Nothing (Preston)
- What Is Life (Harrison)
- Anurag (Shankar)
- I Am Missing You (Shankar)
- Dispute & Violence (Shankar)
- My Sweet Lord (Harrison)

Durante il primo concerto del tour, il 2 novembre al Pacific Coliseum di Vancouver, Harrison suonò il pezzo The Lord Loves the One (That Loves the Lord) dopo lo strumentale d'apertura Hari's on Tour (Express). Su Rolling Stone, Ben Fong-Torres recensendo la serata scrisse: "Santo Krishna! Che razza di debutto è questo per il tour di George Harrison?", per poi passare a descrivere la performance di The Lord Loves the One: "ha cantato stonato, e la sua voce, già nella prima data, suona istantaneamente stanca." Con il segmento di Shankar anch'esso sfavorevolmente accolto, Harrison rielaborò la scaletta dello show, eliminando The Lord Loves the One e Who Can See It, due tracce dell'album Living in the Material World, che non furono più eseguite per tutto il resto del tour.

## Formazione
Band di George Harrison
- George Harrison – voce, chitarre elettriche ed acustiche, cori di sottofondo
- Tom Scott – sassofoni, flauto
- Billy Preston – voce, organo, clavinet, sintetizzatore, cori
- Robben Ford – chitarre acustiche ed elettriche, cori
- Jim Horn – sassofoni, flauto
- Chuck Findley – tromba, flauto
- Emil Richards – marimba, percussioni
- Willie Weeks – basso
- Andy Newmark – batteria
- Jim Keltner – batteria (dal 27 novembre)
- Kumar Shankar – percussioni, cori di sottofondo

Orchestra di Ravi Shankar
- Ravi Shankar – sitar, direzione musicale
- Lakshmi Shankar – voce, swarmandal; direzione (in assenza di Ravi Shankar)
- Alla Rakha – tabla
- T.V. Gopalkrishnan – voce, mridangam, khanjira
- Hariprasad Chaurasia – bansuri
- Shivkumar Sharma – santoor, cori
- Kartick Kumar – sitar
- Sultan Khan – sarangi
- Gopal Krishan – vichitra veena, cori
- L. Subramaniam – violino indiano del sud
- Satyadev Pawar – violino indiano del nord
- Rijram Desad – pakavaj, dholki, nagada, huduk, percussioni
- Kamalesh Maitra – tabla tarang, duggi tarang, madal tarang
- Harihar Rao – kartal, manjira, dholak, gubgubbi, cori
- Viji Shankar – tanbur, cori